# Aspartate aminotransférase
Pour les articles homonymes, voir ASAT.
L'aspartate aminotransférase (ASAT, ou AST) est une enzyme (EC 2.6.1.1) faisant partie des transaminases dont l'activité est mesurée en biologie clinique lors de certaines maladies. Elle intervient notamment dans la navette malate-aspartate de transfert des électrons du NADH cytosolique vers le NAD+ mitochondrial. Elle se trouve en quantité importante dans les muscles, cardiaque et squelettiques, dans le foie, le rein et le cerveau. Une atteinte de ces différents organes, comme lors d'un infarctus du myocarde ou d'une hépatite, entraîne la libération de cette enzyme dans le sang et l'augmentation de son taux dans le plasma sanguin.
L'autre transaminase, l'alanine aminotransférase (ALAT, ou SGPT), se trouve principalement dans le foie. Ainsi dans les maladies du foie, l'élévation des ALAT est supérieure à l'élévation des ASAT, alors que dans les maladies des muscles, c'est l'élévation des ASAT qui est supérieure.
Elle catalyse la réaction suivante : Aspartate + Alpha-cétoglutarate ⇔ Oxaloacétate + Glutamate. Il y a transfert de la fonction amine de l'aspartate sur l'alpha-cétoglutarate (acide alpha-cétoglutarique).
Dans le foie, les ASAT permettent d'une part la détoxification de l'ammoniac et la formation de l'urée (en catalysant la formation d'aspartate qui entre dans le cycle de l'urée) et d'autre part la formation de créatinine.

## Autre nom
Elle est également appelée glutamate oxaloacétique transaminase (SGOT ou GOT).

## Valeur normale
- Dans l'espèce humaine, les ASAT sont comprises généralement entre 20 et 40 UI/l (unités internationales), la fourchette variant selon les laboratoires.